# Relations entre le Marché commun du Sud et l'Union européenne
Les relations entre le Marché commun du Sud et l'Union européenne se développent rapidement après l'entrée en vigueur du Mercosur le 1er décembre 1995.

## Historique

### Années 1990
Dès le 15 décembre 1995, un accord-cadre de coopération interrégionale est signé entre les deux organisations régionales pour préparer une association entre les deux espaces. Cet accord est entré en vigueur en juillet 1999. L'accord décompose le processus en deux étapes : la première vise à renforcer les relations politiques, économiques et sociales (il s'agit alors de faciliter les échanges en améliorant la coopération, la législation douanière, les règles d'origine, etc. sans modification des tarifs douaniers) ; et la deuxième vise à établir une association permettant la libéralisation des échanges.
Au terme des années 1990, l'Union européenne est devenue le premier partenaire économique du Mercosur (premier fournisseur et client), devant les États-Unis. En effet, les exportations de l'Union vers le Mercosur ont augmenté de 17 % par an durant cette période tandis que les importations du Mercosur vers l'Union européenne augmentaient de 6 % par an. En 1998, le déficit commercial du Mercosur avec l'Union s'élevait à 6,5 milliards d'euros.
De même, en 1997, l'Union européenne était la principale zone d'origine des investissements étrangers dans le Mercosur, avec 31,9 % des investissements totaux.
L'arrivée des années 2000 soulève des inquiétudes sur l'évolution des relations Mercosur-Union. En effet, un projet d'accord de libre-échange couvrant tout le continent américain (ALEC) fait alors craindre à l'Union de perdre sa place en tant que premier fournisseur et importateur depuis le Mercosur, selon un modèle au Mexique après son adhésion à l'accord de libre-échange nord-américain (l'Union européenne ayant perdu près de la moitié de ses parts de marché au Mexique). Selon Alain Barrau, ce projet doit contraindre les Européens à « aller de l'avant ». Le sommet de Rio des 28 et 29 juin 1999 permis d'établir un calendrier en vue d'adopter un accord d'association entre le Mercosur et l'Union européenne. Un compromis avait déjà été trouvé entre Européens le 21 juin précédent :
- ouvertures des négociations sur les questions non tarifaires en 1999 : cela couvre les règles d'origine, phytosanitaires, etc.
- à partir du 1er juillet 2001[2], ouverture des négociations sur les questions tarifaires et les services ;
- les questions agricoles sont séparées ;
- l'accord ne sera conclu qu'au termes des négociations multilatérales (cycles) de l'OMC[2].

En septembre 1999, un mandat de négociation est adopté par la Commission européenne.

### Années 2000
Les questions agricoles sont un frein à l'adoption d'un accord. Les États membres du Mercosur exigent en effet la levée des barrières tarifaires et des subventions agricoles européennes. De l'autre côté, l'Union européenne souhaiterait voir un allègement des règles afin d'exporter les produits issus de l'industrie et des services. De plus, les États du Mercosur demandent que les négociations sur les aspects tarifaires soient entamées le plus rapidement possible.
Le 12 décembre 2000, le bureau du Conseil économique et social européen confie à sa section sur les relations extérieures la préparation, menée par Lucien Bouis, d'un avis sur les relations UE-Mercosur.
L'avis de Lucien Bouis, accompagné d'un rapport, est publié le 30 janvier 2002. Il juge les progrès mitigés depuis le sommet de Rio, estimant que l'Espagne, la France et le Portugal ont été les États européens les plus enclins à progresser sur ces négociations.
Le projet d'ALEC, prévu pour 2005, ne verra pas le jour.
Les négociations concernant l'accord de libre-échange commencent en avril 2000, mais ralentissent en 2004 en matière d'échange agricole, en matière de services, et d'accès aux marchés publics.

### Années 2010

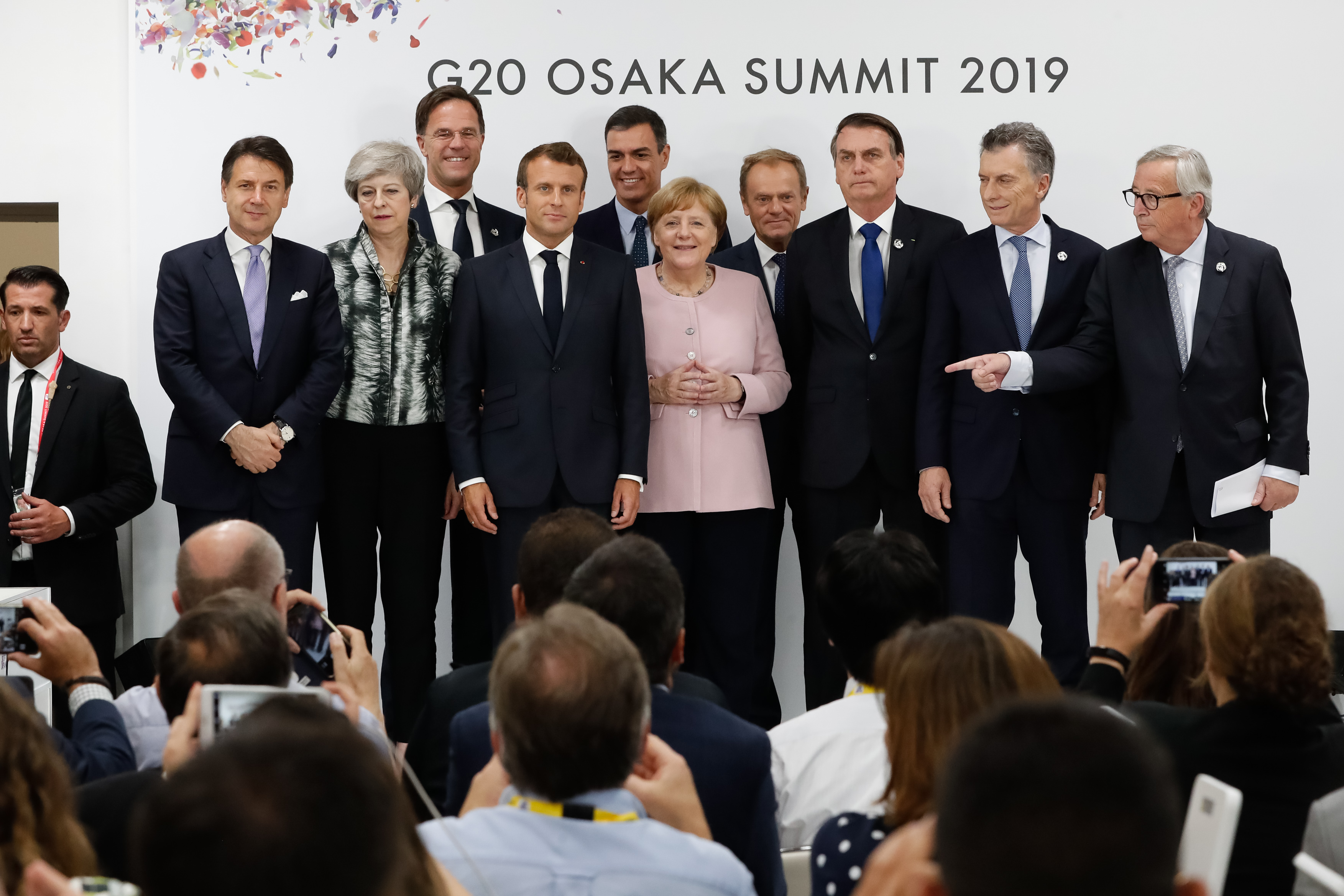
Conférence de presse entre responsables du Mercosur et de l'Union européenne en marge du sommet du G20 de 2019 à Osaka (Japon).

Lors du 6e sommet UE-Amérique latine-Caraïbes, qui s'est tenu à Madrid en mai 2010, le projet fit l'objet d'une tentative de relance, en dépit de réserves émises par dix États membres (dont la France). L'Argentine est le troisième fournisseur de l'UE en produit agroalimentaires, le Brésil exporte 24 % de sa production agricole à l'Union.

## Sources

## Compléments